# Wilhelminenhofer Weg

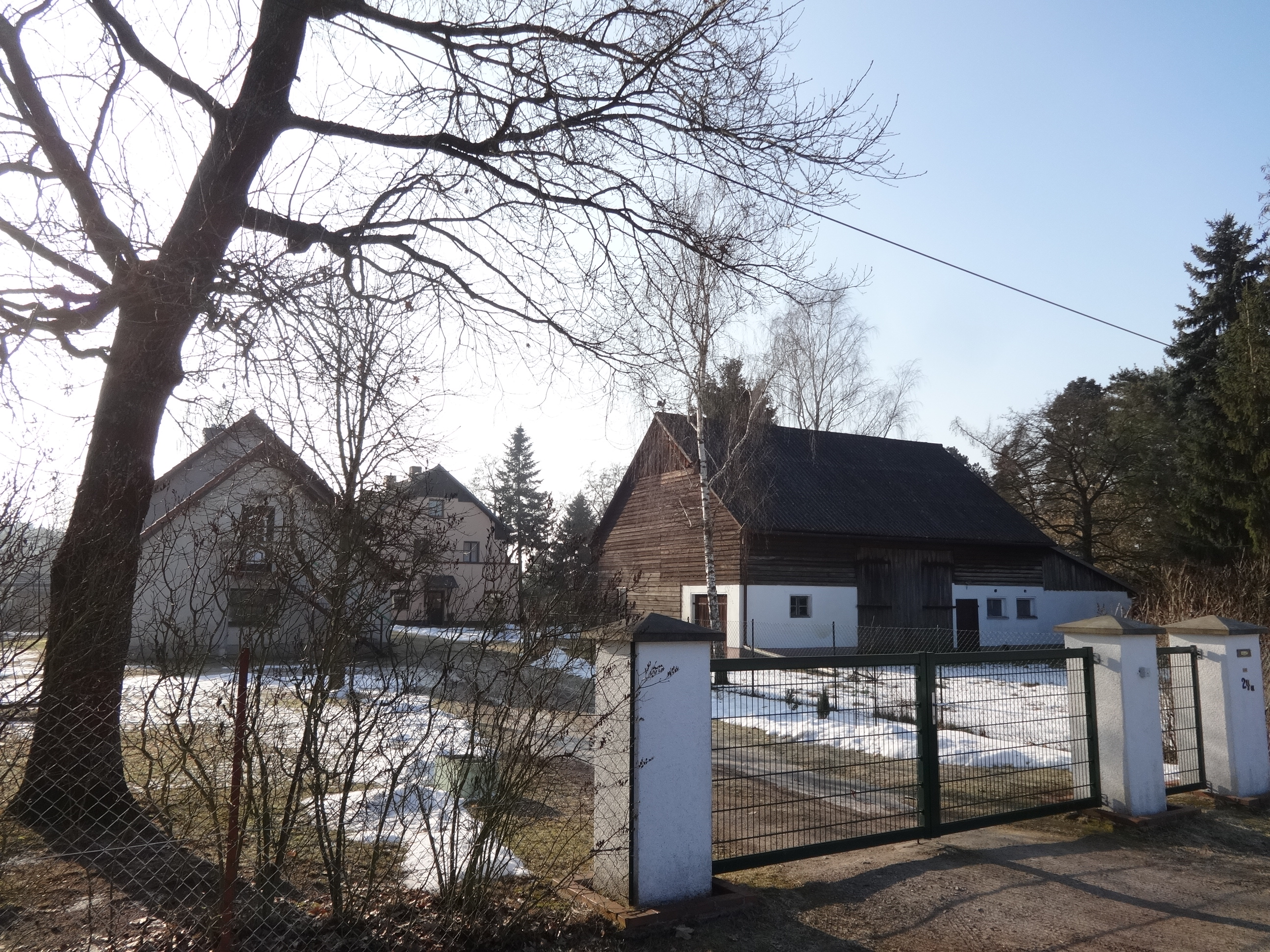
Wilhelminenhofer Weg

Der Wilhelminenhofer Weg – auch Wilhelminenhof genannt – ist ein Wohnplatz der Gemeinde Groß Köris im Landkreis Dahme-Spreewald in Brandenburg.

## Geographische Lage
Der Wohnplatz liegt nördlich des Gemeindezentrums am Kleinen Moddersee. Nördlich schließt sich der Ortsteil Pätz der Gemeinde Bestensee an. Es folgen im Uhrzeigersinn der Groß Köriser Wohnplatz Neubrück, Klein Köris, das Gemeindezentrum um den historischen Ortskern sowie die weiteren Wohnplätze Rankenheim, Am Pätzer See und Am Rohga der Gemeinde.

## Geschichte
Zur Entstehung des Wilhelminenhofs liegen keine genauen Daten vor. Berichten zufolge soll die Gründung auf Friedrich II. und das Jahr 1753 zurückgehen. Zuvor verkaufen die Herren Schenk von Landsberg die umliegenden Ländereien an das preußische Königshaus, die daraufhin begannen, in der Region große Flächen für die Landwirtschaft nutzbar zu machen. Die großräumige Anlage der Felder lässt weiterhin auf eine zentral gesteuerte Entwicklung des Landes schließen. Die Namensgebung deutet darüber hinaus darauf hin, dass das Gut nach seiner älteren Schwester Wilhelmine benannt wurde, zu der Friedrich II. einen guten Kontakt hatte. Sicher ist, dass der Hof 1856 einem Ökonomen Duhmke gehörte und 1860 als Ackergehöft bezeichnet wurde. Es bestand zu dieser Zeit aus einem Wohn- und drei Wirtschaftsgebäuden und beherbergte zehn Personen. 1870 errichteten die Bewohner einen Kuhstall. Zur weiteren Entwicklung liegen bislang keine Hinweise vor. Von 1936 bis 1946 ist bekannt, dass einer der 24 Direktoren der I.G. Farben, Schneider in dem Gut lebte. Nach dem Ende des Zweiten Weltkrieges wurde der Besitzer enteignet und das Land im Zuge der Bodenreform an Neubauern verteilt. Mit der Verwaltungsreform kam der Wohnplatz wie auch Groß Köris zum Kreis Königs Wusterhausen. Zur Zeit der DDR wurde der Betrieb im Jahr 1953 in die LPG Groß Köris – Wilhelminenhof eingegliedert. 1960 erfolgte eine durchgängige Kollektivierung, die 1968 und 1976 zu einem weiteren Zusammenschluss zweier LPGs mit der LPG Vereinte Kraft in Löpten und Halbe führte. 1993 gelangte der Wilhelminenhofer Weg zum Landkreis Dahme-Spreewald und wird seither gemeinsam mit der Gemeinde vom Amt Schenkenländchen in Teupitz verwaltet.

## Wirtschaft und Infrastruktur

### Wirtschaft
Das Gut wird im 21. Jahrhundert landwirtschaftlich genutzt. Daneben existieren einige Wohnungen von Einwohnern aus Groß Köris.

### Verkehr
Der Wohnplatz wird in Nord-Süd-Richtung durch die Pätzer Straße verbunden, die von Pätz in das Gemeindezentrum führt. Nach Osten besteht über den Wilhelminenhofer Weg eine Verbindung zur Bundesstraße 179. Die nächstgelegene Busverbindung befindet sich in rund zwei Kilometer Entfernung südlich des Wohnplatzes in Höhe der Kita in der Lindenstraße.

## Sage vom Wilhelminenhof
Vor vielen hundert Jahren lebte Wilhelmine auf einem Hof abseits von Groß Köris. Die resolute und willensstarke Frau liebte es, mit ihrem Schimmel in das Dorf zu reiten und sich der Bevölkerung zu zeigen. Ihre Ehe hingegen stand unter keinem guten Stern. Sie und ihr Mann lebten jeder sein eigenes Leben; er galt als herrschsüchtig und Kinder gingen aus der Beziehung nicht hervor. Wilhelmine setzte daher in einer kalten und stürmischen Nacht ihrem Leben im Moddersee ein Ende. Ihr Mann wurde dadurch noch verschlossener und schoss in seiner Wut sogar auf einen Angler. In den darauffolgenden Jahrzehnten erschien den Bewohnern des Gutes in der Nacht eine weiß gekleidete Frau, die unverständliche Worte murmelte oder neben den Betten stand. Seit dieser Zeit hieß das Gut im Ort Wilhelminenhof.